# نادي حراء
نادي حراء هو نادي سعودي يلعب في دوري الدرجة الثالثة، مقره مكة المكرمة. يعتبر نادي حراء من أعرق الاندية في المنطقة الغربية.

## تاريخ
تأسس عام 1388 هـ بعد اندماج أندية الشباب والشرق والعلمين بمكة تحت اسم نادي الموحد ثم تحول إلى الكفاح وأخيرا استقر الاسم على نادي حراء عام 1403 هـ.
مع العلم أن اللعبة الأكثر إنجازات هي لعبة التايكوندو وتعد من أفضل الفرق على مستوى المملكة وتضم لاعبين ابطال على مستوى المملكة والخليج والعرب والعالم ويوجد أكثر من أربعة لاعبين في المنتخب الوطني السعودي والمنتخب العسكري .ويشرف على اللعبة إداريا الاستاد محمود غالب الدي هو في الأساس ابن النادي في هده اللعبة وتحققت في عهده الإداري العديد من البطولات الداخيلة والخارجية ويدرب الفريق المدرب سلطان الديب والمدرب متعب المطرفي ويدكر ان هؤلاء المدربين هم من اميز المدربين على مستوى المملكة في لعبة التايكوندو ودربو المنخبات الوطنية والعسكريه .